# Amen (Album)
Amen ist der Titel des 1998 veröffentlichten zehnten Studioalbums der deutschen Band Extrabreit.

## Hintergrund
Extrabreit hatten mit Jeden Tag – Jede Nacht 1996 ihr letztes Album veröffentlicht, mit dem sie auch einen Charterfolg verbuchen konnten. Das Album hatte Platz 65 der deutschen Musikcharts erreicht. Die aus dem Album ausgekoppelten Singles (CVJM und Jeden Tag – Jede Nacht) konnten diesen Erfolg nicht verbuchen; das gemeinsam mit dem Unterhaltungskünstler Harald Juhnke aufgenommene Lied Nichts ist für immer verpasste den Charteinstieg allerdings nur knapp.
1997 verließ Gitarrist Tom Schwoll die Band, der er seit 1996 angehört hatte. Sänger Kai Havaii und Bandgründer Stefan Kleinkrieg entschieden sich, ohne zweiten Gitarristen an die Aufnahmen eines letzten Albums zu gehen und Extrabreit anschließend aufzulösen.
Die Gruppe nahm das Album im Oktober und November 1997 in Thommy Heins Tonstudio in Berlin-Kreuzberg auf, Hein übernahm dabei auch die Produktion. Die Band entwickelte die Stücke im Studio, arbeitete insgesamt mit mehr System und Technik als zu Beginn ihrer Karriere. Die Arrangements für die Streicher der Lieder Raus aus meinem Kopf, und Augen zu schrieb Aaron Glast, eingespielt wurden sie vom Schill Quintett. Im Booklet der CD wurde darüber hinaus ein Lied mit dem Titel Gib mir nochmal das Gefühl genannt, für den das Quintett ebenfalls beteiligt wurde, dieses Lied findet sich unter dem Titel Nochmal auf der Titelliste und der CD wieder.
Die am 30. März 1998 veröffentlichte CD enthielt schließlich zwölf Lieder, von denen Verdammter roter Mond als Single ausgekoppelt wurde. Die Maxi-CD des Songs enthielt die nicht auf dem Album veröffentlichten Lieder Schnelles Pferd und Bitte nicht mehr wählen.
Mit der Veröffentlichung des Albums kündigte die Gruppe auch ihren Abschied an: Ein auf der CD-Hülle angebrachter Aufkleber informierte über die Termine der „Amen-Tour ’98“ und betitelte den für den 19. September 1998 geplanten Auftritt in der Berlet-Halle in Hagen, der Heimatstadt der Band, als Abschiedskonzert. Stefan Kleinkrieg dankte im Booklet allen „Ex-Extrabreiten von ’78 bis ’98 (20 Jahre sind genug).“ In einem Interview äußerte sich Kai Havaii zu den Gründen:

„Das hängt ein bißchen damit zusammen, was du vorhin gesagt hast – der „Einordnung“ entfliehen. Natürlich wollten wir das immer, haben es aber nie geschafft. Wir waren immer nur die „NDW“-Band, und damit war es uns unmöglich, uns zu bewegen und etwas zu bewegen, weil uns immer nur dieses Etikett auf der Stirn klebt. Und wir sind uns dann doch ein bißchen zu schade, auf Dauer unsere eigene Oldie-Band zu werden.“

## Titelliste
| Nr. | Titel                    | Autor(en)                     | Gastmusiker     | Länge |
| --- | ------------------------ | ----------------------------- | --------------- | ----- |
| 1.  | Nichts kann mich stoppen | Kai Havaii, Stefan Kleinkrieg |                 | 3:21  |
| 2.  | Raus aus meinem Kopf     | Havaii, Kleinkrieg            | Schill Quintett | 4:52  |
| 3.  | Verdammter roter Mond    | Havaii, Kleinkrieg            |                 | 5:01  |
| 4.  | Arschlecken              | Havaii, Kleinkrieg            |                 | 3:13  |
| 5.  | Baut mir eine Frau       | Havaii, Kleinkrieg            |                 | 3:35  |
| 6.  | Der Fluch der Stagnation | Havaii, Kleinkrieg            |                 | 3:55  |
| 7.  | In der Stadtmaschine     | Havaii, Tom-Tony              |                 | 4:35  |
| 8.  | Sag es zu mir Baby       | Kleinkrieg                    |                 | 3:49  |
| 9.  | Nochmal                  | Havaii, Kleinkrieg            | Schill Quintett | 3:46  |
| 10. | Zuhause war ich nie      | Havaii, Kleinkrieg            |                 | 4:16  |
| 11. | Sie geht heute Nacht     | Havaii, Kleinkrieg            |                 | 3:10  |
| 12. | Augen zu                 | Havaii, Kleinkrieg            | Schill Quintett | 3:50  |

## Rezeption
Marcus Schleutermann schrieb für Rock Hard, es sei von vornherein klar gewesen, dass Extrabreit „mit ihrer Abschiedsscheibe keine neuen Maßstäbe in Sachen Härte setzen“ würden. Dass sie jedoch „dermaßen verweichlichen und mit extrem penetranten Refrain-Wiederholungen den Pop-Appeal in ihren größtenteils banalen Kompositionen geradezu erzwingen“ wollten, allerdings nicht. Auch textlich gebe sich Kai Hawaii „überraschenderweise die ein oder andere Blöße“, wie unter anderem das „dumpfe“ Arschlecken zeige. Das sei „wirklich schade“, weil die Band mit Nichts kann mich stoppen, Raus aus meinem Kopf und dem autobiographischen Zuhause war ich nie drei „richtig tolle Rocksongs mit großem Hitpotential am Start“ habe, die das Niveau „der starken Comeback-Scheibe“ Jeden Tag – jede Nacht erreichten, „wenn nicht sogar überbieten“ würden. Das rette Amen „natürlich trotzdem nicht vor dem Mittelmaß“, denn „für einen 12-Track-Longplayer“ sei „diese Ausbeute eindeutig zu mager“.